# 2004年梅竹賽
民國93年（2004年）甲申梅竹賽為第三十六屆國立清華大學與國立交通大學之間的梅竹賽，於該年2月27日至2月29日舉行。本屆賽事由國立清華大學主辦，國立交通大學協辦。賽事結果，國立交通大學以7比4取得本屆賽事總錦標。
賽事主辦羅耀聘表示，本屆特色主題為極限，每一個活動，都融合了極限，希望大家超越極限。梅竹賽賽事期間除了有火力班呼口號外，開幕式上有穿著清涼的啦啦隊勁舞。兩校也特別聯合新竹地區的其他大學，舉辦跨校化妝嘉年華遊行活動，為梅竹賽暖身。

## 賽事結果

### 正式賽
| 項目   | 比賽日期      | 勝隊 | 備註                         |
| ------ | ------------- | ---- | ---------------------------- |
| 桌球   | 2004年2月27日 | 交大 | 4：2，交大勝                 |
| 羽球   | 2004年2月27日 | 交大 | 5：0，交大勝                 |
| 橋藝   | 2004年2月28日 | 交大 |                              |
| 棋藝   | 2004年2月28日 | 交大 |                              |
| 網球   | 2004年2月28日 | 交大 | 3：2，交大勝                 |
| 棒球   | 2004年2月28日 | 清大 | 7：3，清大勝                 |
| 女籃   | 2004年2月28日 | 清大 | 54：44，清大勝               |
| 男籃   | 2004年2月28日 | 清大 | 68：67，清大勝               |
| 足球   | 2004年2月29日 | 交大 | 3：1，交大勝                 |
| 男排   | 2004年2月29日 | 交大 | 3：2，交大勝                 |
| 女排   | 2004年2月29日 | 清大 | 3：2，清大勝                 |
| 總錦標 |               | 交大 | 交大以7：4取得本屆賽事總錦標 |

### 表演賽
| 項目 | 比賽日期      | 勝隊 | 備註         |
| ---- | ------------- | ---- | ------------ |
| 田徑 | 2004年2月27日 | 交大 |              |
| 女桌 | 2004年2月27日 | 清大 | 2：0，清大勝 |
| 女網 | 2004年2月28日 | 清大 | 2：1，清大勝 |
| 撞球 | 2004年2月29日 | 清大 |              |
| 女羽 | 2004年2月29日 | 交大 |              |

## 爭議
2月28日男籃賽事，交大校友宣明智與其夫人持貴賓票欲進場，卻因進場時間太晚，依據封場規則遭梅竹賽籌委阻攔。交大男籃教練宋濤欲將其伉儷接待入場，卻與交大總籌發生拉扯，最後兩人雙雙倒地。事後梅竹籌委會於中場時段透過廣播臨時發表聲明，由清大總召代為發言，要求交大男籃教練道歉。交大教練事後沒有回應，但在梅竹賽後宣布辭職，日後淡出台灣籃球界。